# Ремедело ди Сопра (Бреша)
Ремедело ди Сопра је насеље у Италији у округу Бреша, региону Ломбардија.
Према процени из 2011. у насељу је живело 2336 становника. Насеље се налази на надморској висини од 47 м.